# Resolutie 1269 Veiligheidsraad Verenigde Naties
Resolutie 1269 van de Veiligheidsraad van de Verenigde Naties werd unaniem door de VN-Veiligheidsraad aangenomen op 19 oktober 1999, en vroeg landen om samen te werken tegen terrorisme.

## Inhoud

### Waarnemingen
De Veiligheidsraad was bezorgd om internationaal terrorisme dat wereldwijd levens en de veiligheid van landen bedreigde. Alle daden van terreur werden veroordeeld. Op 9 december 1994 had de Algemene Vergadering met haar resolutie 49/60 de Verklaring over Maatregelen om Internationaal Terrorisme uit te Roeien aangenomen.
De strijd tegen terrorisme moest nog opgevoerd worden en alle landen moesten eraan deelnemen. De Veiligheidsraad prees het werk van de VN en andere organisaties en wilde zijn eigen steentje hieraan bijdragen. Dat was immers nodig voor de internationale vrede en veiligheid. (de taak van de Veiligheidsraad)

### Handelingen
Alle landen werden opgeroepen de internationale antiterreurverdragen die ze mee hadden afgesloten volledig ten uitvoer te brengen. Landen die ze niet hadden aangenomen werden aangemoedigd dat snel te doen. Ook de VN speelde een vitale rol in de strijd tegen de terreur.
Alle landen werden opgeroepen de volgende stappen te zetten:
- Door middel van onderlinge akkoorden terreurdaden voorkomen en daders vervolgen,
- De voorbereiding en financiering van terreurdaden op alle mogelijke juridische manieren onderdrukken,
- Terroristen verzekeren van vervolging,
- Verzekeren dat asielzoekers geen terroristen zijn voor ze de status van vluchteling krijgen,
- Informatie-uitwisseling en juridische samenwerking om terreurdaden te voorkomen.

## Verwante resoluties
- Resolutie 1044 Veiligheidsraad Verenigde Naties (1996)
- Resolutie 1189 Veiligheidsraad Verenigde Naties (1998)
- Resolutie 1308 Veiligheidsraad Verenigde Naties (2000)
- Resolutie 1318 Veiligheidsraad Verenigde Naties (2000)

Lijst ·  1220 ·  1221 ·  1222 ·  1223 ·  1224 ·  1225 ·  1226 ·  1227 ·  1228 ·  1229 ·  1230 ·  1231 ·  1232 ·  1233 ·  1234 ·  1235 ·  1236 ·  1237 ·  1238 ·  1239 ·  1240 ·  1241 ·  1242 ·  1243 ·  1244 ·  1245 ·  1246 ·  1247 ·  1248 ·  1249 ·  1250 ·  1251 ·  1252 ·  1253 ·  1254 ·  1255 ·  1256 ·  1257 ·  1258 ·  1259 ·  1260 ·  1261 ·  1262 ·  1263 ·  1264 ·  1265 ·  1266 ·  1267 ·  1268 ·  1269 ·  1270 ·  1271 ·  1272 ·  1273 ·  1274 ·  1275 ·  1276 ·  1277 ·  1278 ·  1279 ·  1280 ·  1281 ·  1282 ·  1283 ·  1284